# Підводні човни типу «Порпос»
| ПЧ типу «Порпос»                       | ПЧ типу «Порпос»                                                     | ПЧ типу «Порпос»                                                     |
| -------------------------------------- | -------------------------------------------------------------------- | -------------------------------------------------------------------- |
| United States Porpoise-class submarine |                                                                      |                                                                      |
|                                        |                                                                      |                                                                      |
| SS-172, 20 липня 1944                  |                                                                      |                                                                      |
| Під прапором                           | США                                                                  | США                                                                  |
| Спуск на воду                          | 1933—1937 рр (10 човнів)                                             | 1933—1937 рр (10 човнів)                                             |
| Виведений зі складу флоту              | 1935—1945 рр                                                         | 1935—1945 рр                                                         |
| Сучасний статус                        | утилізовані                                                          | утилізовані                                                          |
| Проєкт                                 |                                                                      |                                                                      |
| Розробник проєкту                      | Electric Boat, Portsmouth Naval Shipyard, Mare Island Naval Shipyard | Electric Boat, Portsmouth Naval Shipyard, Mare Island Naval Shipyard |
| Основні характеристики                 |                                                                      |                                                                      |
| Швидкість (надводна)                   | 18 вузлів (33 км/год)                                                | 18 вузлів (33 км/год)                                                |
| Швидкість (підводна)                   | 8 вузлів (15 км/год)                                                 | 8 вузлів (15 км/год)                                                 |
| Гранична глибина занурення             | 61 м                                                                 | 61 м                                                                 |
| Екіпаж                                 | 54 осіб                                                              | 54 осіб                                                              |
| Розміри                                |                                                                      |                                                                      |
| Довжина найбільша (по КВЛ)             | 88 м                                                                 | 88 м                                                                 |
| Ширина корпусу найб.                   | 7,59 м                                                               | 7,59 м                                                               |
| Середня осадка (по КВЛ)                | 4,29 м                                                               | 4,29 м                                                               |
| Озброєння                              |                                                                      |                                                                      |
| Артилерія                              | 1х(3") 76-мм / 50 калібри 2х12,7-мм (0,5") 4х7,62-мм (0,3")          | 1х(3") 76-мм / 50 калібри 2х12,7-мм (0,5") 4х7,62-мм (0,3")          |
| Торпедно- мінне озброєння              | 4 носових і 2 кормових ТА калібру 21 дюймів — 533 мм, 16 торпед      | 4 носових і 2 кормових ТА калібру 21 дюймів — 533 мм, 16 торпед      |
| Зображення на Вікісховищі              |                                                                      |                                                                      |

Підводні човни типу «Порпос» — серія із 10 підводних човнів ВМС США, спроєктована з використанням досвіду створення експериментальних субмарин V-7 — V-9 (передусім «V-7» — «Дельфін»). Ці човни стали основою для подальшого проєктування й будівництва човнів типів «Салмон», «Сарго», «Тамбор», «Гато», «Балао» і «Тенч». Несли службу у 1935—1945 рр.
На них були встановлені покращені дизелі і генератори й збільшена їх кількість. Частини корпусу на одних човнах типу з'єднувалися клепкою, а на інших зварюванням.
В деяких довідниках цей тип човнів називають типом «Р».

## Історія
Після участі в навчаннях у 1937 році усі, крім трьох з десяти човнів типу були відправлені на Філіппіни в кінці 1939 року.
Окупація південного Індокитаю у серпні 1941 року, і американо-англо-голландська відповідь нафтовим ембарго, викликало міжнародну напруженість, тому зростання військової присутності на Філіппінах було визнано за необхідність На щастя, японці не бомбити Філіппін до 10 грудня 1941 року, так що майже усі підводні човни змогли підготуватися до початку атаки.
Два човни були потоплені у водах Південно-Східній Азії на початку 1942 року, і ще два були втрачені біля Японії в 1943 році. На початок 1945 року усі шість човнів, що залишилися в строю, були передані на базу підводних човнів в Нью-Лондоні, штат Коннектикут, для виконання навчальних обов'язків. З них чотири були передані в резерв і законсервовані, доки не були списані в 1957 році й утилізовані.

## Представники
1 серія
| Назва                 | Завод                     | Закладений  | Спущений на воду | Переданий флоту | Виведений з флоту | Утилізований               |
| --------------------- | ------------------------- | ----------- | ---------------- | --------------- | ----------------- | -------------------------- |
| USS Porpoise (SS-172) | Portsmouth Naval Shipyard | 27 .10.1933 | 20.06.1935       | 15.08.1935      | 15.11.1945        | 1957, перебував у резерві  |
| USS Pike (SS-173)     | Portsmouth Naval Shipyard | 20.12.1933  | 12.09.1935       | 2.12.1935       | 15.11.1945        | 1957, перебував в резерві. |

3 серія
| Назва               | Завод         | Закладений | Спущений на воду | Переданий флоту | Виведений з флоту | Утилізований              |
| ------------------- | ------------- | ---------- | ---------------- | --------------- | ----------------- | ------------------------- |
| USS Shark (SS-174)  | Electric Boat | 24.10.1933 | 21.05.1935       | 25.01.1936      | 11.02.1942        | Потоплений 11 лютого 1942 |
| USS Tarpon (SS-175) | Electric Boat | 22.12.1933 | 4.09.1935        | 12.03.1936      | 15.11.1945        | 1957, перебував у резерві |

5 серія
| Назва                 | Завод                      | Закладений | Спущений на воду | Переданий флоту | Виведений з флоту | Утилізований              |
| --------------------- | -------------------------- | ---------- | ---------------- | --------------- | ----------------- | ------------------------- |
| USS Perch (SS-176)    | Electric Boat              | 25.02.1935 | 9.05.1936        | 19.11.1936      | 3.03.1942         | Потоплений 3 березня 1942 |
| USS Pickerel (SS-177) | Electric Boat              | 25.03.1935 | 7.07.1936        | 26.01.1937      | 04. 1943          | Потоплений у квітні 1943  |
| USS Permit (SS-178)   | Electric Boat              | 6.06.1935  | 5.10.1936        | 17.03.1937      | 15.11.1945        | 1958                      |
| USS Plunger (SS-179)  | Portsmouth Navy Yard       | 17.07.1935 | 8.07.1936        | 19.11.1936      | 15.11.1945        | 1957, перебував у резерві |
| USS Pollack (SS-180)  | Portsmouth Navy Yard       | 1.101935.  | 15.09.1936       | 15.01.1937      | 21.09.1945        | 1947                      |
| USS Pompano (SS-181)  | Mare Island Naval Shipyard | 14.01.1936 | 11.03.1937       | 12.06.1937      | 08.1943           | Потоплений в серпні 1943  |